# Oro-fazio-digitales Syndrom Typ 11
Das Oro-fazio-digitales Syndrom Typ 11 oder (OFD XI) ist eine sehr seltene angeborene Erkrankung mit einer Kombination von Gesichtsdysmorphie, Polydaktylie, Fusion von Wirbelkörpern, erheblicher geistiger Behinderung, Taubheit sowie angeborenen Herzfehlern und gehört zu den Oro-fazio-digitalen Syndromen.
Synonyme sind: OFD11; Oro-fazio-digitales Syndrom Typ Gabrielli
Die Erstbeschreibung stammt aus dem Jahre 1994 durch die italienischen Pädiater Orazio Gabrielli, Anna Ficcadenti, Giancarlo Fabrizzi und Mitarbeiter.

## Verbreitung und Ursache
Die Häufigkeit wird mit unter 1 zu 1.000.000 angegeben, bislang wurden erst wenige Betroffene beschrieben. Die Ursache und ein eventueller Vererbungsmodus sind nicht bekannt.

## Klinische Erscheinungen
Klinische Kriterien sind:
- Manifestation bereits als Neugeborenes
- Blepharophimose, breiter Nasenrücken, dicke Nasenspitze, tief ansetzende Ohrmuscheln
- postaxiale Polydaktylie und Wirbelkörperfusionen
- schwere geistige Behinderung
- angeborene Herzfehler

## Differentialdiagnose
Abzugrenzen sind andere Formen des Oro-fazio-digitalen Syndromes.